# Zdów (gromada)
Zdów – dawna gromada, czyli najmniejsza jednostka podziału terytorialnego Polskiej Rzeczypospolitej Ludowej w latach 1954–1972.
Gromady, z gromadzkimi radami narodowymi (GRN) jako organami władzy najniższego stopnia na wsi, funkcjonowały od reformy reorganizującej administrację wiejską przeprowadzonej jesienią 1954 do momentu ich zniesienia z dniem 1 stycznia 1973, tym samym wypierając organizację gminną w latach 1954–1972.
Gromadę Zdów z siedzibą GRN w Zdowie utworzono – jako jedną z 8759 gromad na obszarze Polski – w powiecie zawierciańskim w woj. stalinogrodzkim, na mocy uchwały nr 24/54 WRN w Stalinogrodzie z dnia 5 października 1954. W skład jednostki weszły obszary dotychczasowych gromad Bobolice, Hucisko i Zdów ze zniesionej gminy Niegowa oraz obszar dotychczasowej gromady Dobrogoszczyce ze zniesionej gminy Kroczyce w tymże powiecie; a także oddziały leśne nr nr 12B i 13B z Nadleśnictwa Rzeniszów. Dla gromady ustalono 17 członków gromadzkiej rady narodowej.
20 grudnia 1956 województwo stalinogrodzkie przemianowano (z powrotem) na katowickie.
1 stycznia 1957 z gromady Zdów wyłączono wieś Bobolice, włączając ją do gromady Niegowa w powiecie myszkowskim w tymże województwie.
31 grudnia 1961 gromadę zniesiono, a jej obszar włączono do gromad Włodowice (wsie Hucisko i Zdów) i Kroczyce (wieś Dobrogoszczyce) w tymże powiecie.